# Starkville (Colorado)
Starkville é uma cidade  localizada no estado americano de Colorado, no Condado de Las Animas.

## Demografia
Segundo o censo americano de 2000, a sua população era de 128 habitantes.
Em 2006, foi estimada uma população de 130, um aumento de 2 (1.6%).

## Geografia
De acordo com o United States Census Bureau tem uma área de
0,3 km², dos quais 0,3 km² cobertos por terra e 0,0 km² cobertos por água. Starkville localiza-se a aproximadamente 1944 m acima do nível do mar.

## Localidades na vizinhança
O diagrama seguinte representa as localidades num raio de 64 km ao redor de Starkville.